# Ad explorandum
Ad explorandum, letteralmente: investigare per ricercare,  è una locuzione latina usata specialmente nel diritto italiano nell'espressione divieto di indagini ad explorandum. In Italia l'autorità giudiziaria non può condurre, senza una previa notizia di reato, indagini finalizzate al fine di verificare se un determinato soggetto abbia compiuto dei reati. Secondo la tradizione giuridica italiana, un tale tipo di comportamento sarebbe, invece, tipico degli stati di polizia e contrario agli elementari diritti del cittadino.
Anche in diritto processuale civile si usa tale espressione: per esempio in Cassazione si recita che è «inammissibile la rimessione al giudice di una indagine ad explorandum sulla posizione dedotta in giudizio, al fine di estrapolare i dati necessari alla individuazione dei termini effettivi di questa».
Tale concetto è diffuso nei paesi di diritto civile di tradizione romanistica. Al contrario nei paesi di common law come gli Stati Uniti, le indagini di tipo esplorativo o fishing expeditions sono connaturate al sistema di processo civile.